# 해군상급사령부
해군상급사령부(독일어: Marineoberkommando; MOK 마리네오버코만도; 엠오카[*])는 독일 전쟁해군의 해군최고사령부 하위 조직들로서 큰 해역에 대한 작전관리를 담당했다. 1943년 2월 1일 조직 개편으로 해군집단사령부를 대체하여 설치되었다.
동부해군상급사령부(Marineoberkommando Ost; MOK Ost)
발트해를 관할했고 전쟁이 진행되면서 핀란드 근해까지 관할해역이 확대되었다. 지령제독이 곧 상급지휘관을 맡았다.
역대 동부해군상급지휘관(Marineoberbefehlshaber Ost):
1. 제독 후베르트 슈문트, 1943년 6월 22일 – 1944년 2월 29일
2. 제독 오스카르 쿠메츠, 1944년 3월 1일 – 1945년 7월 23일

북부해군상급사령부(Marineoberkommando Nord; MOK Nord)
북해군항을 거점으로 덴마크, 네덜란드 연안을 관할했다. 지령제독이 곧 상급지휘관을 맡았다.
역대 북부해군상급지휘관(Marineoberbefehlshaber Nord):
1. 제독 에리히 푀르슈테, 1943년 6월 22일 – 1945년 7월 10일

노르웨이 해군상급사령부(Marineoberkommando Norwegen; MOK Norwegen)
MOK 노르웨이는 노르웨이 지령제독 관할로부터 만들어졌다. 1943년 이후 북해 일대에서 더 이상 유의미한 작전이 이루어지지 않을 것으로 생각되자 북부해군집단사령부(MGK Nord)는 기능을 멈추고 그 업무는 함대사령부로 이관되었다. MGK Nord는 1944년 7월 31일에야 정식으로 해산되었고 그 이후 노르웨이 연안 방어 업무는 새로이 설치된 노르웨이 해군상급지휘관과 그 휘하 연안 지령제독들에게로 이관되었다. 노르웨이 해군상급지휘관은 노르웨이 북극연안 지령제독, 북부연안 지령제독, 서부연안 지령제독을 직속 부하로 두었다.
역대 노르웨이 해군상급지휘관(Marineoberbefehlshaber Norwegen):
1. 상급제독 헤르만 뵈흠, 1943년 2월 1일 – 1943년 3월 3일
2. 제독 오토 클리악스, 1943년 3월 4일 – 1945년 4월 25일
3. 제독 테오도어 크란케, 1945년 4월 26일 – 1945년 8월 26일

서부해군상급사령부(Marineoberkommando West; MOK West)
1944년 10월 20일 서부해군집단사령부(MGK West)가 해산되면서 그 후신으로 만들어졌다. 대서양 연안의 요새화 지역을 관할로 했으며, 이 일대의 육군 및 공군도 MOK West에게 공조했다.
역대 서부해군상급지휘관(Marineoberbefehlshaber West):
1. 제독 테오도어 크란케, 1944년 10월 20일 – 1945년 4월 18일
2. 상급제독 빌헬름 마르샬, 1945년 4월 19일 – 1945년 5월 6일

남부해군상급사령부(Marineoberkommando Süd; MOK Süd)
1944년 12월 30일 해산된 남부해군집단사령부(MGK Süd)의 후신으로서 1945년 1월 1일 설립되었다. 에게해와 흑해에서 독일 해군이 궤멸되면서 전력이 없어졌기 때문에 아드리아해의 일부만 장악하고 있었다.
역대 남부해군상급지휘관(Marineoberbefehlshaber Süd):
1. 부제독 베르너 뢰비슈, 1945년 1월 1일 – 1945년 5월 2일

## 참고 자료
- Hans H. Hildebrand: Die organisatorische Entwicklung der Marine nebst Stellenbesetzung 1848 bis 1945 (= Formationsgeschichte und Stellenbesetzung der deutschen Streitkräfte 1815–1990. Teil 2). 3 Bände. Biblio-Verlag, Osnabrück 2000, ISBN 3-7648-2541-3.